# Академічна обідня перерва в Гайдельберзькому університеті
Академічна обідня перерва (Akademische Mittagspause) – науково-популярні заходи, які відбуваються кожного літнього семестру в університетській церкві Святого Петра в Гайдельберзькому університеті.

## Історія
Вперше академічна обідня перерва була проведена в літньому семестрі 2011 року з нагоди святкування 625-річчя Гайдельберзького університету. Відтоді вона проводиться щорічно в літньому семестрі одним з факультетів або дослідницьких закладів університету. Кожного робочого дня о 13:00 в університетській церкві науковець виступає з короткою 15-хвилинною доповіддю, після якої відбувається 15-хвилинна дискусія з аудиторією. Мета – у зрозумілій формі донести актуальні наукові питання до неспеціалістів.
Першу серію заходів у 2011 році організував Центр астрономії Гайдельберзького університету. З 2015 року лекції також доступні онлайн на YouTube-каналі Гайдельберзького університету. У 2020 та 2021 роках у зв'язку з пандемією коронавірусу академічні обідні перерви були скасовані.

## Організатори
Організаторами досі були такі підрозділи університету:
- 2011: Центр астрономії Гайдельберзького університету — «Всесвіт для всіх! Гайдельберзькі зоряні пів-години» (нім. Uni(versum) für alle! Halbe Heidelberger Sternstunden)[1]
- 2012: Інститут Південної Азії Гайдельберзького університету — «Інститут Південної Азії тут! У 50 питаннях через Південну Азію» (нім. SAI dabei! In 50 Fragen durch Südasien)
- 2013: Факультет сучасної філології Гайдельберзького університету — «Тексти. З 1386 року. Вірші. Коротка проза. Голосові дані» (нім. Texte. Seit 1386. Gedichte. Kurzprosa. Sprachdaten)
- 2014: Медичний факультет Гайдельберзького університету — «Лікування, дослідження та інновації» (нім. Behandlung, Forschung und Innovation)
- 2015: Гайдельберзький центр культурної спадщини і Collaborative Research Center 933 «Матеріальні текстові культури» — «5300 років письма — коротка історія людства в 61 мотиві» (нім. 5300 Jahre Schrift — eine kleine Menschheitsgeschichte in 61 Motiven)
- 2016: Міждисциплінарний центр наукових обчислень (IWR), MAthematics Center Heidelberg Університету Гайдельберга (MATCH) та Гайдельберзький інститут теоретичних досліджень (HITS) — «Ви розмовляєте математикою?» (нім. Sprechen Sie Mathematik?)
- 2017: Богословський факультет Гайдельберзького університету та Гайдельберзький університет церковної музики — «… немає нічого могутнішого за музику» (Лютер)" (нім. «… ist nichts krefftiger denn die musica» (Luther))
- 2018: Факультет біологічних наук Гайдельберзького університету — «Від шаперона до рибки даніо — 56 подорожей у космос життя» (нім. Von Anstandsdame bis Zebrafisch — 56 Reisen in den Kosmos Leben)
- 2019: Юридичний факультет Гайдельберзького університету — «Розуміння права, формування права — виклики юридичного мислення» (нім. Recht verstehen, Recht gestalten — Herausforderungen des juristischen Denkens)
- 2020: скасовано через пандемію COVID-19
- 2021: скасовано через пандемію COVID-19
- 2022: Гайдельберзький центр культурної спадщини — «Бажання колекціонувати! Колекції Гайдельберзького університету з досліджень, викладання та комунікації» (нім. Sammellust! Die Heidelberger Universitätssammlungen in Forschung, Lehre und Vermittlung)
- 2023: Cluster of Excellence STRUCTURES спільно з Університетом церковної музики — «Структури у світі» (нім. Strukturen in der Welt)